# Paunküla
Paunküla är en ort i Estland. Den ligger i Kõue kommun och landskapet Harjumaa, i den centrala delen av landet, 50 km sydost om huvudstaden Tallinn. Paunküla ligger 78 meter över havet och antalet invånare är 121.
Terrängen runt Paunküla är mycket platt. Runt Paunküla är det mycket glesbefolkat, med 5 invånare per kvadratkilometer. Närmaste större samhälle är Ardu, 4,9 km söder om Paunküla. I omgivningarna runt Paunküla växer i huvudsak blandskog.